# Liga Centroamericana de clubes de baloncesto
La  Liga Centroamericana de clubes de baloncesto è stata una competizione disputata tra squadre di basket appartenenti alle federazioni affiliate alla COCABA (Confederación Centroamericana de Baloncesto). Disputatosi tra il 2000 e il 2008, dopo dieci anni di assenza, il torneo è tornato a disputarsi dal 2014 al 2018.
La squadra che conquistava il titolo di campione del Centroamerica otteneva la squalificazione per la massima competizione continentale, la FIBA Americas League.
L'ultima edizione della competizione si è disputata nel 2018, a Managua, in Honduras, ed ha visto la vittoria della squadra locale del Real Estelí.

## Formato
Le squadre qualificate si affrontano tutti contro tutti in un’unica sede nell’arco di tre giorni consecutivi. La squadra con il maggior numero di punti viene proclamata campione e, in caso di parità di punti, si ricorre al “sistema olimpico”, che analizza i risultati ottenuti negli scontri diretti tra le squadre a pari merito.

## Nazioni partecipanti
Le squadre che partecipano al torneo si qualificano attraverso i rispettivi campionati nazionali di provenienza, e ciascuna deve rappresentare il campionato di un Paese membro della COCABA.
- Belice
- Costa Rica
- El Salvador
- Guatemala

- Honduras
- México
- Nicaragua
- Panamá

## Albo d'oro
| Stagione | Campione              | Risultato        | 2° Posto           | 3° Posto              | 4° Posto          |
| -------- | --------------------- | ---------------- | ------------------ | --------------------- | ----------------- |
| 2000     | Colosos Tumba Muerto  | Formato a girone | sconosciuto        | sconosciuto           | sconosciuto       |
| 2002     | Canguros Lefevre Park | Formato a girone | sconosciuto        | sconosciuto           | sconosciuto       |
| 2007     | Igenieros Tegucigalpa | Formato a girone | Liceo Costa Rica   | Fupade Coast          | Bodega Radio      |
| 2008     | Liceo Costa Rica      | Formato a girone | Pion.s de Quintana | Sat Chiquimula        | Icevic            |
| 2014     | Leones de Managua     | Formato a girone | Jaguares de Petén  | San Pedro Tigersharks | Exsal Santa Tecla |
| 2015     | Toros del Norte       | Formato a girone | Deportivo Águila   | Icevic                | Barberena         |
| 2016     | Correcam. Colon       | Formato a girone | Santa Tecla        | San Pedro Tigersharks | Caribbean Coast   |
| 2018     | Real Estelí           | Formato a girone | Correcam. Colon    | Banco Atlántida       | Santa Tecla       |

## Titoli per squadra
| Squadra               | Paese      | Titoli | Anni |
| --------------------- | ---------- | ------ | ---- |
| Colosos Tumba Muerto  | Panama     | 1      | 2000 |
| Canguros Lefevre Park | Panama     | 1      | 2002 |
| Igenieros Tegucigalpa | Honduras   | 1      | 2007 |
| Liceo Costa Rica      | Costa Rica | 1      | 2008 |
| Leones de Managua     | Nicaragua  | 1      | 2014 |
| Toros del Norte       | Nicaragua  | 1      | 2015 |
| Correcam. Colon       | Panama     | 1      | 2016 |
| Real Estelí           | Nicaragua  | 1      | 2018 |

## Titoli per nazione
| Paese      | Titoli | Anni             | Squadre campioni                                                   |
| ---------- | ------ | ---------------- | ------------------------------------------------------------------ |
| Nicaragua  | 3      | 2014, 2015, 2018 | Leones de Managua, Toros del Norte, Real Estelí                    |
| Panama     | 3      | 2000, 2002, 2016 | Colosos Tumba Muerto, Canguros Lefevre Park, Correcaminos de Colón |
| Honduras   | 1      | 2007             | Igenieros Tegucigalpa                                              |
| Costa Rica | 1      | 2008             | Liceo Costa Rica                                                   |